# Italia's Got Talent
Italia's Got Talent (anche abbreviato in IGT) è un programma televisivo italiano di genere talent show, basato sul format anglo-statunitense Got Talent ideato da Simon Cowell. Andato in onda dal 2009 al 2013 su Canale 5, passò dal 2015 su Sky Uno e Cielo (questi fino al 2019) e dal 2016 anche su TV8 per poi trasferirsi dal 2023 sulla piattaforma streaming Disney+.
La prima edizione italiana è stata vinta dalla cantante lirica Carmen Masola; la seconda edizione ha visto il trionfo del pittore Fabrizio Vendramin, la terza edizione è stata vinta dall'acrobata Stefano Scarpa, la quarta dal cantante di origine ghanese Daniel Adomako, la quinta dal ventriloquo Samuel Barletti, la sesta dal manipolatore dinamico Simone Al Ani, la settima dal musicista Moses, l'ottava dal trio comico Trejolie, la nona dal pianista Antonio Sorgentone, la decima dal ventriloquo Andrea Fratellini con il suo pupazzo Zio Tore, l'undicesima dal mago Stefano Bronzato, la dodicesima dal cantante Antonio Vaglica e la tredicesima da Francesca Cesarini, bambina pole-dancer con disabilità.
Dopo cinque edizioni trasmesse su Mediaset, il 1º febbraio 2014 FremantleMedia Italia, detentrice del format, conclude un accordo con Sky Italia per la produzione in esclusiva delle successive due stagioni di IGT, passato su Sky per eccessivi costi di produzione. Ad agosto 2015 Sky Italia prolunga la trasmissione del programma fino al 2018 trasmettendolo dalla successiva stagione anche in chiaro su TV8 in contemporanea. Nel 2016 viene realizzata anche un'edizione speciale del programma, dal titolo Kid's Got Talent, completamente dedicata ai bambini e trasmessa in prima tv assoluta su TV8.
L'11 gennaio 2023, Disney+ annuncia il passaggio del programma sulla propria piattaforma OTT, mettendo fine a otto anni di Sky che aveva annunciato una sospensione del programma: diventa così il primo talent show della tv generalista in Italia ad essere trasmesso esclusivamente in streaming.
Il 25 gennaio 2024, viene annunciata la messa in onda delle nove puntate della tredicesima edizione in replica su TV8.
Nel dicembre del 2024 Disney+ annuncia l'apertura dei casting per la quattordicesima edizione del talent show, che andrà in onda nel 2025.

## Format
La trasmissione vede quattro giudici (tre fino al 2013) seduti ad un bancone e chiamati a giudicare concorrenti di ogni età in 100 secondi di tempo, che si esibiscono sul palco mostrando loro il proprio talento in una qualsiasi disciplina, come cantanti, ballerini, illusionisti, acrobati, addestratori di animali, strumentisti, ventriloqui, imitatori e altro ancora. I giudici hanno, però, il potere di suonare il buzzer, un pulsante rosso che illumina la corrispettiva X sopra di loro, nel caso l'esibizione non fosse di loro gradimento: se prima della fine della performance tutti i buzzer vengono suonati, l'esibizione viene interrotta immediatamente. Dopo di che si passa al voto dei giudici: il numero minimo di sì per passare è tre (due nelle prime 5 edizioni). A partire dalla sesta edizione i giudici possono premere, soltanto una volta a testa durante le audizioni, il "golden buzzer", un pulsante dorato che garantisce l'accesso immediato in finale al concorrente che ha appena effettuato l'esibizione. Dall'ottava edizione anche il conduttore è dotato di golden buzzer, che può utilizzare durante le due semifinali. Il concorrente che al televoto risulta vincitore si aggiudica un montepremi pari a 100 000 € e, dalla sesta edizione, anche uno show tutto proprio a Las Vegas. Nella decima edizione viene eliminato il golden buzzer del conduttore, in quanto non vengono svolte le semifinali; viene istituito al suo posto il golden buzzer del pubblico tramite votazione sul web.

## Il programma
Notizie di una sua possibile messa in onda iniziarono a circolare già nell'estate del 2009, quando Gerry Scotti annunciò la sua intenzione di lasciare La Corrida e di cimentarsi dal gennaio 2010 in un nuovo show con dei talenti, ovvero la versione italiana di Got Talent, format straniero creato da Simon Cowell e di grande successo in Regno Unito, Stati Uniti ed Australia, prodotta da Maria De Filippi; i nomi possibili del programma furono: Italy's Got Talent, Italiani che talento! o Gerry Scotti Talent Show. Alla fine viene scelto il nome di Italia's Got Talent. Nel novembre 2009 fu confermato il progetto, ma si decise di cambiare scegliendo come conduttore un volto giovane della televisione, Simone Annicchiarico, mentre la produttrice del programma De Filippi e Scotti, il primo presentatore designato per la trasmissione, siedono al tavolo dei giudici accanto a Rudy Zerbi, ex presidente della casa discografica Sony Italia, noto al pubblico come il "giudice cattivo" per via dei suoi frequenti giudizi pungenti e negativi.
La trasmissione veniva prodotta dalla Fascino PGT di proprietà di Maria De Filippi su licenza della Grundy Italia. La scenografia era di Mario Catalano, le luci di Franco Fratus e la regia di Roberto Cenci. Le audizioni si tenevano all'Auditorium Massimo di Roma.
Il programma è stato condotto nella versione Mediaset dalla coppia di conduttori Simone Annicchiarico e Geppi Cucciari per le prime due edizioni, mentre dalla terza alla quinta Annicchiarico fu poi affiancato da Belén Rodríguez. I conduttori, dietro le quinte, incoraggiano e intervistano i concorrenti prima e dopo l'esibizione sul palco, assistendo e commentando l'esibizione dei talenti a ridosso del palco, nel backstage. I tre giudici per cinque edizioni sono stati Maria De Filippi, Gerry Scotti e Rudy Zerbi, il cui compito è stato quello di giudicare, a maggioranza semplice, se l'esibizione di due minuti dei concorrenti li ha convinti oppure no.
Il programma è stato in nomination come programma Migliore dell'anno nei premi Oscar TV 2012 e 2013 ed ha vinto nella categoria Top 10 come altri programmi in tutte e due le edizioni.
Nonostante il grande successo, il programma venne spesso criticato per via della sua somiglianza con La Corrida (in entrambi i programmi, infatti, vi era presente Gerry Scotti e vi sono esibizioni comiche e momenti divertenti con "artisti incompresi"), per via dell'interesse dei giudici verso la vita privata dei concorrenti e per la conduzione del programma di Belen Rodriguez e Simone Annicchiarico (ritenuta troppo lenta e inadeguata, soprattutto nelle puntate in diretta).
Dopo cinque edizioni di grande successo d'ascolti trasmesse su Canale 5 al sabato sera, il 31 gennaio 2014, Mediaset rende noto che non intende rinnovare il contratto con la casa produttrice Fremantle per l'utilizzo del format; causa di tale decisione sono i costi elevati richiesti dal detentore dei diritti, in quanto intendeva triplicare il costo a puntata. Questa rinuncia portò Mediaset a dover porre rimedio a tale mancanza, trasmettendo così in sua sostituzione un programma simile, Tú sí que vales.
Il 1º febbraio 2014 viene annunciato che il programma viene acquisito e realizzato da Sky Italia, che lo trasmetterà l'anno successivo sul canale pay Sky Uno (con repliche in chiaro su Cielo) andando ad arricchire il bouquet dell'intrattenimento Sky assieme ad altri due grandi format di successo, MasterChef Italia e X Factor, anch'essi passato in precedenza dalla tv generalista in chiaro per tutti alla pay-tv come IGT.
A partire dalla sesta edizione nonché prima edizione su Sky, la realizzazione del format subisce qualche miglioramento sotto il punto di vista della produzione, ora molto più vicina alla versione originale inglese del programma, Britain's Got Talent: i giudici passano da tre a quattro, viene inserito il Golden Buzzer, le audizioni diventano itineranti nei teatri italiani e la regia diventa anche più internazionale. Oltre a questo, il cast viene totalmente rivoluzionato: la conduzione del programma viene affidata a Vanessa Incontrada mentre i giudici sono il conduttore e attore Claudio Bisio, lo youtuber, comico e attore Frank Matano, la comica e attrice Luciana Littizzetto e la cantantautrice Nina Zilli.
Nonostante il bacino d'utenza limitato del pubblico della pay, questa edizione targata Sky anche grazie alle repliche su Cielo ha un buon riscontro di pubblico, ma anche qui è soggetto a critiche non sempre positive: in questo contesto, infatti, è stata spesso criticata la giuria (ritenuta non all'altezza di quella delle edizioni precedenti) e le numerose novità apportate, le quali avrebbero reso il programma troppo dissimile rispetto alle precedenti edizioni, snaturandolo. È stata inoltre abbastanza criticata dal pubblico la partecipazione del comico e imitatore Claudio Lauretta (poi eliminato dalla gara), perché già conosciuto al di fuori della trasmissione.
Dalla settima edizione il cast dei giudici viene confermato, mentre la conduzione passa a Lodovica Comello. Il programma approda in simulcast anche in chiaro su TV8 (sempre di Sky). Questa scelta porta ovviamente ad un aumento del bacino di ascolti di puntata in puntata diventando un successo per la rete, nonché il programma più visto. Dalla nona edizione vengono confermati Claudio Bisio e Frank Matano mentre al posto di Nina Zilli e Luciana Littizzetto arrivano la nuotatrice Federica Pellegrini e l'ex discografica Mara Maionchi. Dalla decima edizione Claudio Bisio viene sostituito da Joe Bastianich, che a sua volta dalla dodicesima edizione è sostituito da Elio.
In onda dal 2016 fino al 2021 in simulcast su Sky Uno e su TV8, riscontrando sempre un ottimo successo crescente di ascolti di anno in anno in chiaro, nel 2022 Sky Italia decide di tornare sui suoi passi ritornando alla formula di distribuzione del programma del 2015, riservata per prima agli abbonati Sky (e a quelli della piattaforma OTT Now) e successivamente in replica al pubblico in chiaro di TV8. Questa scelta porta inevitabilmente ad un crollo d'ascolti e alla successiva sospensione del programma annunciata durante la presentazione dei palinsesti Sky Italia nel luglio 2022, pur annunciando i casting per una nuova edizione.
Studi di produzione
Tutte le cinque edizioni Mediaset (compresa la puntata pilota) sono andate in onda da Roma: le audizioni dall'Auditorium Massimo, mentre le semifinali dagli Studi Elios, fatta eccezione per la prima edizione le cui fasi finali sono state trasmesse da Cinecittà.
Dalla sesta edizione, con il passaggio del programma su Sky, le audizioni diventano itineranti e si svolgono in diversi teatri d'Italia (come prevede il format originale), mentre semifinali e finale vanno in onda negli studi allestiti a Milano o a Roma.
Nell'undicesima e dodicesima edizione il programma è andato in onda solo da Roma, a causa delle disposizioni per il COVID-19.
| Edizione | Studi di produzione                        | Studi di produzione                        | Studi di produzione                        | Studi di produzione                        | Studi di produzione                        | Studi di produzione                        |
| Edizione | Audizioni                                  | Audizioni                                  | Audizioni                                  | Audizioni                                  | Fasi finali                                | Fasi finali                                |
| -------- | ------------------------------------------ | ------------------------------------------ | ------------------------------------------ | ------------------------------------------ | ------------------------------------------ | ------------------------------------------ |
| 1ª       | Auditorium Massimo, Roma                   | Auditorium Massimo, Roma                   | Auditorium Massimo, Roma                   | Auditorium Massimo, Roma                   | Studio 5, Cinecittà, Roma                  | Studio 5, Cinecittà, Roma                  |
| 2ª       | Auditorium Massimo, Roma                   | Auditorium Massimo, Roma                   | Auditorium Massimo, Roma                   | Auditorium Massimo, Roma                   | Teatro 8, Studi Elios, Roma                | Teatro 8, Studi Elios, Roma                |
| 3ª       | Auditorium Massimo, Roma                   | Auditorium Massimo, Roma                   | Auditorium Massimo, Roma                   | Auditorium Massimo, Roma                   | Teatro 8, Studi Elios, Roma                | Teatro 8, Studi Elios, Roma                |
| 4ª       | Auditorium Massimo, Roma                   | Auditorium Massimo, Roma                   | Auditorium Massimo, Roma                   | Auditorium Massimo, Roma                   | Teatro 4, Studi Elios, Roma                | Teatro 4, Studi Elios, Roma                |
| 5ª       | Auditorium Massimo, Roma                   | Auditorium Massimo, Roma                   | Auditorium Massimo, Roma                   | Auditorium Massimo, Roma                   | Teatro 8, Studi Elios, Roma                | Teatro 8, Studi Elios, Roma                |
| 6ª       | Auditorium Conciliazione, Roma             | Teatro Carlo Gesualdo, Avellino            | Auditorium Giovanni Agnelli, Torino        | Teatro Comunale, Vicenza                   | Got Talent Arena, Milano                   | Got Talent Arena, Milano                   |
| 7ª       | Teatro degli Arcimboldi, Milano            | Palacongressi, Riccione                    | Teatro Politeama, Catanzaro                | Teatro Comunale, Vicenza                   | Studi Voxson, Roma                         | Teatro 5, Cinecittà, Roma                  |
| 8ª       | Teatro Giovanni da Udine, Udine            | Teatro Carlo Gesualdo, Avellino            | Teatro Nuovo dell'Opera, Firenze           | Teatro Nuovo dell'Opera, Firenze           | Studi Voxson, Roma                         | Got Talent Arena, Milano                   |
| 9ª       | Teatro delle Muse, Ancona                  | Teatro Comunale, Vicenza                   | Teatro degli Arcimboldi, Milano            | Teatro degli Arcimboldi, Milano            | Studi Voxson, Roma                         | Got Talent Arena, Milano                   |
| 10ª      | Teatro Carlo Gesualdo, Avellino            | Teatro Comunale, Vicenza                   | Teatro degli Arcimboldi, Milano            | Teatro degli Arcimboldi, Milano            | Teatro 5, Cinecittà, Roma                  | Teatro 5, Cinecittà, Roma                  |
| 11ª      | Teatro 5, Cinecittà Roma (Cinecittà World) | Teatro 5, Cinecittà Roma (Cinecittà World) | Teatro 5, Cinecittà Roma (Cinecittà World) | Teatro 5, Cinecittà Roma (Cinecittà World) | Teatro 5, Cinecittà Roma (Cinecittà World) | Teatro 5, Cinecittà Roma (Cinecittà World) |
| 12ª      | Teatro 5, Cinecittà Roma (Cinecittà World) | Teatro 5, Cinecittà Roma (Cinecittà World) | Teatro 5, Cinecittà Roma (Cinecittà World) | Teatro 5, Cinecittà Roma (Cinecittà World) | Teatro 5, Cinecittà Roma (Cinecittà World) | Teatro 5, Cinecittà Roma (Cinecittà World) |
| 13ª      | Teatro Politeama, Catanzaro                | Teatro Carlo Gesualdo, Avellino            | Teatro Comunale, Vicenza                   | Teatro Comunale, Vicenza                   | Teatro degli Arcimboldi, Milano            | Teatro degli Arcimboldi, Milano            |

## Edizioni
| Edizione | Emittente     | Emittente | Conduzione           | Conduzione         | Periodo           | Periodo           | Puntate | Giuria       | Giuria              | Giuria              | Giuria              | Vincitori                    |
| Edizione | Pay           | Free      | Conduzione           | Conduzione         | Inizio            | Fine              | Puntate | Giuria       | Giuria              | Giuria              | Giuria              | Vincitori                    |
| -------- | ------------- | --------- | -------------------- | ------------------ | ----------------- | ----------------- | ------- | ------------ | ------------------- | ------------------- | ------------------- | ---------------------------- |
| Pilota   | -             | Canale 5  | Simone Annicchiarico | Non presente       | 12 dicembre 2009  | 12 dicembre 2009  | 1       | Rudy Zerbi   | Maria De Filippi    | Gerry Scotti        | non presente        | Non presente                 |
| 1ª       | -             | Canale 5  | Simone Annicchiarico | Geppi Cucciari     | 12 aprile 2010    | 17 maggio 2010    | 6       | Rudy Zerbi   | Maria De Filippi    | Gerry Scotti        | non presente        | Carmen Masola                |
| 2ª       | -             | Canale 5  | Simone Annicchiarico | Geppi Cucciari     | 7 maggio 2011     | 11 giugno 2011    | 6       | Rudy Zerbi   | Maria De Filippi    | Gerry Scotti        | non presente        | Fabrizio Vendramin           |
| 3ª       | -             | Canale 5  | Simone Annicchiarico | Belén Rodríguez    | 7 gennaio 2012    | 10 marzo 2012     | 9       | Rudy Zerbi   | Maria De Filippi    | Gerry Scotti        | non presente        | Stefano Scarpa               |
| 4ª       | -             | Canale 5  | Simone Annicchiarico | Belén Rodríguez    | 12 gennaio 2013   | 16 marzo 2013     | 9       | Rudy Zerbi   | Maria De Filippi    | Gerry Scotti        | non presente        | Daniel Adomako               |
| 5ª       | -             | Canale 5  | Simone Annicchiarico | Belén Rodríguez    | 14 settembre 2013 | 9 novembre 2013   | 9       | Rudy Zerbi   | Maria De Filippi    | Gerry Scotti        | non presente        | Samuel Barletti              |
| 6ª       | Sky Uno       | Cielo     | Vanessa Incontrada   | Vanessa Incontrada | 12 marzo 2015     | 14 maggio 2015    | 10      | Frank Matano | Luciana Littizzetto | Nina Zilli          | Claudio Bisio       | Simone Al Ani                |
| 7ª       | Sky Uno       | TV8       | Lodovica Comello     | Lodovica Comello   | 16 marzo 2016     | 13 maggio 2016    | 10      | Frank Matano | Luciana Littizzetto | Nina Zilli          | Claudio Bisio       | Moses                        |
| 8ª       | Sky Uno       | TV8       | Lodovica Comello     | Lodovica Comello   | 24 febbraio 2017  | 28 aprile 2017    | 10      | Frank Matano | Luciana Littizzetto | Nina Zilli          | Claudio Bisio       | Trejolie                     |
| 9ª       | Sky Uno       | TV8       | Lodovica Comello     | Lodovica Comello   | 11 gennaio 2019   | 22 marzo 2019     | 10      | Frank Matano | Mara Maionchi       | Federica Pellegrini | Claudio Bisio       | Antonio Sorgentone           |
| 10ª      | Sky Uno       | TV8       | Lodovica Comello     | Lodovica Comello   | 15 gennaio 2020   | 6 marzo 2020      | 8       | Frank Matano | Mara Maionchi       | Federica Pellegrini | Joe Bastianich      | Andrea Fratellini e Zio Tore |
| 11ª      | Sky Uno       | TV8       | Lodovica Comello     | Lodovica Comello   | 27 gennaio 2021   | 24 marzo 2021     | 8       | Frank Matano | Mara Maionchi       | Federica Pellegrini | Joe Bastianich      | Stefano Bronzato             |
| 12ª      | Sky Uno e Now | TV8       | Lodovica Comello     | Lodovica Comello   | 19 gennaio 2022   | 23 marzo 2022     | 9       | Frank Matano | Mara Maionchi       | Federica Pellegrini | Elio                | Antonio Vaglica              |
| 13ª      | Disney+       | TV8       | Aurora Leone         | Fru                | 1º settembre 2023 | 29 settembre 2023 | 9       | Frank Matano | Mara Maionchi       | Elettra Lamborghini | Khaby Lame          | Francesca Cesarini           |
| 14ª      | Disney+       | -         | Aurora Leone         | Fru                | 5 settembre 2025  | 31 ottobre 2025   | 9       | Frank Matano | Mara Maionchi       | Elettra Lamborghini | Alessandro Cattelan | In arrivo                    |

### Puntata pilota (2009)
La puntata zero e pilota del programma, prodotto da Fascino PGT in collaborazione con Fremantle Italia, è stata registrata il 2 dicembre 2009 all'Auditorium Massimo di Roma ed è andata in onda sabato 12 dicembre 2009 su Canale 5 (cioè fuori dalla fascia di garanzia della rete perché bisognava sperimentare il nuovo programma al fine di poter valutare se fosse possibile sostituire con successo lo show La Corrida dopo l'addio di Gerry Scotti risalente all'agosto 2009) con la conduzione di Simone Annicchiarico; in giuria troviamo Maria De Filippi, Gerry Scotti e Rudy Zerbi.

### Prima edizione (2010)
Visto il grande successo ricevuto (pari ad uno share del 26% e oltre 5 milioni di telespettatori) dalla puntata pilota citata sopra, il talent show è poi andato in onda con la prima edizione per sei puntate, trasmesso ogni lunedì dal 12 aprile al 17 maggio 2010, con la conduzione di Simone Annicchiarico affiancato da Geppi Cucciari con la giuria composta da Maria De Filippi, Gerry Scotti e Rudy Zerbi. Le prime tre puntate di casting sono state registrate e sono andate in onda dall'Auditorium Massimo di Roma, mentre le semifinali sono andate in onda dal teatro 5 di Cinecittà, sempre a Roma. La finalissima ha visto il trionfo della cantante lirica Carmen Masola che vinse quindi il premio finale di 100 000 €. Sul podio sono arrivati anche i cantautori Federico Fattinger e Demis Facchinetti, rispettivamente secondo e terzo classificato.
Il programma è stato scritto da Chicco Sfondrini, Mauro Monaco, Giona Peduzzi, Walter Corda, Stefania Rosatto, Emiliano Ereddia e Davide Cottini.

### Seconda edizione (2011)
La seconda edizione di Italia's Got Talent è andata in onda su Canale 5 il sabato sera dal 7 maggio all'11 giugno 2011 e ha visto confermato l'intero cast, dai conduttori Annicchiarico e Cucciari ai giudici De Filippi, Scotti e Zerbi. Le prime quattro puntate di casting sono state registrate all'Auditorium Massimo di Roma, mentre le ultime due (semifinale e finale), sono state trasmesse in diretta dagli studi Elios di Roma. La seconda edizione del programma ha visto il trionfo e l'assegnazione del premio finale di 100 000 € al pittore Fabrizio Vendramin. Si sono classificati rispettivamente al secondo posto, il gruppo di acrobati Fratelli Pellegrini e al terzo il fachiro Simone Calati.
Il programma è stato scritto da Mauro Monaco, Barbara Cappi, Giona Peduzzi, Emiliano Ereddia, Francesca Picozza, Veronica Salvi, Michele Perna e Andrea Vicario.

### Terza edizione (2012)
La terza edizione è andata in onda ogni sabato sera su Canale 5 dal 7 gennaio al 10 marzo 2012 per 9 puntate, con ben 6 puntate di audizioni, 2 semifinali e una finale. Essa vede riconfermati i tre giudici del programma mentre alla conduzione Simone Annicchiarico viene affiancato da Belén Rodríguez. Le prime sei puntate dedicate alle audizioni sono andate in onda dall'Auditorium Massimo di Roma mentre le semifinali e la finale sono andate in onda in diretta dal Teatro 8 degli studi Elios di Roma. La terza edizione del programma ha visto il trionfo e l'assegnazione del premio finale di 100 000 € all'"uomo bandiera" Stefano Scarpa con al secondo posto il cantante Eugenio Amato e al terzo il mentalista Federico Soldati.
Il programma è stato scritto da Barbara Cappi, Giona Peduzzi, Walter Corda, Stefania Rosatto, Andrea Vicario, Luca Pellegrino.

### Quarta edizione (inizio 2013)
La quarta edizione del talent show è andata in onda su Canale 5 dal 12 gennaio al 16 marzo 2013 per 9 puntate. I giudici sono rimasti Maria De Filippi, Gerry Scotti e Rudy Zerbi e anche alla conduzione è rimasta la coppia Simone Annichiarico e Belén Rodríguez. Le prime puntate sono state registrate presso l'Auditorium Massimo di Roma con il discorso d'inaugurazione mentre le semifinali e la finale sono andate in onda in diretta dallo studio 4 della Elios in Roma. La quarta edizione del programma ha visto il trionfo e l'assegnazione del premio finale di 100 000 € al cantante Daniel Adomako, al secondo posto si sono classificati i comici Fratelli Lo Tumolo e al terzo posto il ballerino Roberto Carlisi. Questa edizione ha raggiunto ascolti record battendo i risultati delle edizioni precedenti.
Il programma è stato scritto da Barbara Cappi, Giona Peduzzi, Walter Corda, Mauro Monaco, Francesca Picozza, Luca Pellegrino e Andrea Vicario.

### Quinta edizione (fine 2013)
La quinta edizione del talent show è andata in onda su Canale 5 dal 14 settembre al 9 novembre 2013 per 9 puntate. Viene riconfermato l'intero cast, dai tre giudici alla coppia di conduttori Annichiarico-Rodriguez. Seconda consecutiva ad essere trasmessa nel 2013 non è presente il discorso d'inaugurazione ma le prime puntate sono state riprese dall'Auditorium Massimo di Roma mentre le semifinali e la finale sono andate in onda in diretta dallo studio 8 del Centro Titanus Elios di Roma. La quinta edizione del programma ha visto il trionfo e l'assegnazione del premio finale di 100 000 € al ventriloquo Samuel Barletti, al secondo posto si è classificato il violinista Francesco Nicolosi e al terzo posto i pattinatori sul ghiaccio Stefania Berton e Ondrej Hotarek.
Il programma è stato scritto da Barbara Cappi, Giona Peduzzi, Walter Corda, Mauro Monaco, Francesca Picozza, Francesca Tavassi, Letizia Marsanich, Elena Lugli e Andrea Vicario.

### Sesta edizione (2015)
La sesta edizione del talent show è andata in onda ogni giovedì su Sky Uno dal 12 marzo al 14 maggio 2015 per 10 puntate (7 di audizioni, 2 semifinali e una finale), con repliche su Cielo otto giorni dopo, eccezion fatta per la finale, trasmessa in diretta in chiaro come avvenuto per le ultime due edizioni dell'altro talent di Sky, ovvero X Factor e la seconda semifinale, trasmessa 4 giorni dopo; questa versione è caratterizzata da una maggiore fedeltà al format originale britannico e numerosi cambiamenti rispetto alle precedenti, tra cui le audizioni itineranti in giro per i teatri italiani (come prevede il format originale), precisamente nelle città di Roma, Avellino, Torino e Vicenza e in più la presenza del "golden buzzer" (letteralmente pulsante dorato) che, se premuto, manda il concorrente direttamente in semifinale, senza necessità di essere giudicato. La conduzione del programma è affidata a Vanessa Incontrada, mentre i giudici passano da tre a quattro con Luciana Littizzetto, Claudio Bisio, Nina Zilli e Frank Matano in giuria: da questa edizione sono infatti necessari tre sì su quattro per passare le audizioni, come avviene in alcune versioni del format nel mondo e allo stesso X Factor. Le due semifinali e la finale del programma sono state trasmesse da Milano. La sesta edizione ha visto il trionfo e l'assegnazione del premio finale di 100 000 € e una performance a Las Vegas al manipolatore dinamico Simone Al Ani, al secondo posto si è classificata la crew di baby ballerini Straduri Killa e al terzo posto il duo di rapper Shark and Groove. Mentre questa edizione veniva trasmessa su Sky Mediaset ha iniziato a replicare su Mediaset Extra le proprie edizioni del 2013.

### Settima edizione (2016)
La settima edizione del talent show va in onda ogni mercoledì dal 16 marzo al 13 maggio 2016 su Sky Uno e TV8 (la prima puntata anche su Cielo) che lo trasmettono in contemporanea. Per questa edizione sono stati riconfermati i quattro giudici della passata edizione Claudio Bisio, Nina Zilli, Frank Matano e Luciana Littizzetto mentre la conduzione è affidata a Lodovica Comello. Riconfermato il format dell'anno precedente, con audizioni itineranti per le città di Vicenza, Milano, Riccione e Catanzaro, oltre all'aggiunta della striscia in day-time, TuttiGiorni's Got Talent, in onda su Sky Uno e TV8 con la conduzione di Rocco Tanica e Lucilla Agosti. Come l'anno prima sono previste dieci puntate: le Auditions salgono a otto, e a Roma, dal Teatro 5 di Cinecittà, una sola semifinale e la finale, questa in diretta, alla quale hanno avuto accesso i dieci concorrenti provenienti dalla semifinale e i quattro concorrenti che hanno ricevuto il "golden buzzer" (che da questa edizione spedisce il concorrente direttamente in finale). La settima edizione del programma ha visto il trionfo e l'assegnazione del premio finale di 100 000 € al musicista Moses, al secondo posto si è classificato il pianista Ivan Dalia e al terzo posto il ballerino Marco Kira.

### Ottava edizione (2017)
Ad aprile 2016 sono stati aperti da Sky i casting per l'ottava edizione del talent show, in onda su Sky Uno e su TV8 dal 24 febbraio al 28 aprile 2017.
Come l'anno precedente sono state previste dieci puntate; le Auditions ritornano a sette, e sono itineranti (precisamente nelle città di Udine, Avellino e Firenze); a Milano, dalla Got Talent Arena, è stata trasmessa in diretta la finale, alla quale hanno avuto accesso i dieci concorrenti provenienti dalle semifinali e i cinque concorrenti che hanno ricevuto il "golden buzzer". Confermate la giuria, composta da Claudio Bisio, Nina Zilli, Frank Matano e Luciana Littizzetto e la conduzione di Lodovica Comello. L'ottava edizione del programma ha visto il trionfo e l'assegnazione del premio finale di 100 000 € al trio comico Trejolie, al secondo posto si è classificato il comico Francesco Arienzo e al terzo posto il bambino batterista Edoardo dei Secoli Morti.

### Nona edizione (2019)
A gennaio 2018 sono stati aperti i casting per la nona edizione del programma in onda su Sky Uno e TV8 e la finale anche su Cielo ogni venerdì dall'11 gennaio al 22 marzo 2019 alle 21.15. Nina Zilli e Luciana Littizzetto abbandonano il programma e vengono sostituite da Federica Pellegrini e Mara Maionchi. La nona edizione del programma ha visto il trionfo e l'assegnazione del premio finale di 100 000 € al pianista Antonio Sorgentone, al secondo posto si è classificato il mago Andrea Paris e al terzo posto il comico Nicola Virdis.

### Decima edizione (2020)
Si è svolta ogni mercoledì dal 15 gennaio al 6 marzo 2020, tranne la finale che è stata trasmessa di venerdì. Claudio Bisio abbandona il programma e viene sostituito da Joe Bastianich. A causa dei problemi con i trasporti e le frontiere provocati dal COVID-19, Joe Bastianich è impossibilitato a partecipare alla finale in diretta a Roma, e perciò viene sostituito da Enrico Brignano; per lo stesso motivo, secondo un'ordinanza del Governo italiano, il pubblico non è presente nella finale. Alla finale non è presente neanche la conduttrice Lodovica Comello che, per via di una gravidanza, è stata sostituita da Enrico Papi. La decima edizione del programma ha visto il trionfo e l'assegnazione del premio finale di 100 000 € al ventriloquo Andrea Fratellini & Zio Tore, al secondo posto si è classificato il cantante Francesco Carrer e al terzo posto la ballerina e cantante Claudia Lawrence.

### Undicesima edizione (2021)
L'undicesima edizione si è svolta dal 27 gennaio al 24 marzo 2021 al Teatro 5 di Cinecittà a Roma in presenza di pubblico ridotto a causa della pandemia da COVID-19. Sono confermati i giudici Joe Bastianich, Federica Pellegrini, Mara Maionchi e Frank Matano, così come la conduttrice Lodovica Comello. Anche in quest'edizione la finale viene condotta da Enrico Papi a causa della positività al COVID-19 della Comello. L'undicesima edizione del programma ha visto il trionfo e l'assegnazione del premio finale di 100 000 € al mago Stefano Bronzato, al secondo posto si è classificato il comico Max Angioni e al terzo posto le ballerine Black Widow.

### Dodicesima edizione (2022)
La dodicesima edizione si svolge dal 19 gennaio al 23 marzo 2022 e va in onda ogni mercoledì alle 21:15 su Sky Uno e Now e successivamente in differita su TV8 per un totale di nove puntate, mentre la finale sarà live sulle due reti. Sono confermati i giudici Federica Pellegrini, Mara Maionchi e Frank Matano, mentre Joe Bastianich abbandona il programma e viene sostituito da Elio. Per il sesto anno consecutivo la conduzione è affidata a Lodovica Comello.
La dodicesima edizione del programma ha visto il trionfo e l'assegnazione del premio finale di 100 000 € al cantante Antonio Vaglica, al secondo posto si è classificato il mago Francesco Fontanelli e al terzo posto il ballerino sordo Simone Corso.

### Tredicesima edizione (2023)
La tredicesima edizione si è svolta dal 1º settembre al 29 settembre 2023 e rispetto le precedenti edizioni, è stata pubblicata ogni venerdì in streaming sulla piattaforma Disney+, pubblicando due puntate alla volta tranne per la finale; le puntate totali sono nove. Sono stati confermati i giudici Frank Matano e Mara Maionchi, mentre Federica Pellegrini ed Elio sono stati sostituiti dai nuovi giudici: Elettra Lamborghini e Khaby Lame. Dopo sei anni, Lodovica Comello abbandona la conduzione, subentrando al suo posto Aurora Leone e Fru.
La tredicesima edizione ha visto il trionfo e l'assegnazione del premio finale di 100 000 € alla pole dancer con disabilità Francesca Cesarini e al secondo posto si è classificata la cantante Flora Donzelli.

## Giudici e conduttori

### Giudici
Nelle prime cinque edizioni del programma trasmesse su Mediaset ricoprono il ruolo fisso di giudici il produttore discografico Rudy Zerbi, l'autrice e conduttrice televisiva Maria De Filippi e il presentatore televisivo Gerry Scotti. Dalla sesta edizione, con il passaggio del programma su Sky, al tavolo dei giudici siedono in quattro: l'attore comico Claudio Bisio, la cantante Nina Zilli, la comica Luciana Littizzetto e lo youtuber e attore comico Frank Matano. Dalla nona edizione Nina Zilli e Luciana Littizzetto lasciano il programma e vengono sostituite dalla nuotatrice olimpica Federica Pellegrini e da Mara Maionchi. Nell'edizione 2020, Claudio Bisio lascia il posto a Joe Bastianich. Nella finale dell'edizione 2020 quest'ultimo è sostituito da Enrico Brignano. Nella 12ª edizione, ultimo anno del programma in Sky, Bastianich lascia il posto al cantante Elio. Con il passaggio su Disney+, vengono richiamati Matano e la Maionchi, mentre arrivano la cantante Elettra Lamborghini e l'influencer e tiktoker Khaby Lame. Per la quattordicesima edizione viene confermato tutto il cast della precedente, con l'eccezione di Alessandro Cattelan che prende il posto di Khaby Lame come quarto giudice.
| Giudici             | Edizione | Edizione | Edizione | Edizione | Edizione | Edizione | Edizione | Edizione | Edizione | Edizione | Edizione | Edizione | Edizione | Edizione | Edizione | Totale |
| Giudici             | P        | 1        | 2        | 3        | 4        | 5        | 6        | 7        | 8        | 9        | 10       | 11       | 12       | 13       | 14       | Totale |
| ------------------- | -------- | -------- | -------- | -------- | -------- | -------- | -------- | -------- | -------- | -------- | -------- | -------- | -------- | -------- | -------- | ------ |
| Maria De Filippi    |          |          |          |          |          |          |          |          |          |          |          |          |          |          |          | 5      |
| Rudy Zerbi          |          |          |          |          |          |          |          |          |          |          |          |          |          |          |          | 5      |
| Gerry Scotti        |          |          |          |          |          |          |          |          |          |          |          |          |          |          |          | 5      |
| Frank Matano        |          |          |          |          |          |          |          |          |          |          |          |          |          |          |          | 9      |
| Claudio Bisio       |          |          |          |          |          |          |          |          |          | 4        |          |          |          |          |          |        |
| Luciana Littizzetto |          |          |          |          |          |          |          |          |          | 3        |          |          |          |          |          |        |
| Nina Zilli          |          |          |          |          |          |          |          |          |          | 3        |          |          |          |          |          |        |
| Federica Pellegrini |          |          |          |          |          |          |          |          |          |          |          |          |          |          |          | 4      |
| Mara Maionchi       |          |          |          |          |          |          | 6        |          |          |          |          |          |          |          |          |        |
| Enrico Brignano     |          |          |          |          |          |          |          |          |          |          |          |          |          |          |          | 1      |
| Joe Bastianich      |          |          |          |          |          | 2        |          |          |          |          |          |          |          |          |          |        |
| Elio                |          |          |          |          |          |          |          |          |          |          |          |          |          |          |          | 1      |
| Khaby Lame          |          |          |          |          |          |          |          |          |          |          |          |          |          |          |          | 1      |
| Elettra Lamborghini |          | 2        |          |          |          |          |          |          |          |          |          |          |          |          |          |        |
| Alessandro Cattelan |          |          |          |          |          |          |          |          |          |          |          |          |          |          |          | 1      |

### Conduttori
La puntata pilota del programma, andata in onda per testare il programma su Canale 5, fu presentata unicamente da Simone Annichiarico, volto di LA7, per poi essere affiancato nelle prime due edizioni da un'altra presentatrice della stessa rete, la comica Geppi Cucciari. Dalla terza alla quinta edizione quest'ultima lascia il posto alla showgirl Belén Rodríguez, la quale presenterà lo show insieme ad Annichiarico fino alla sua ultima edizione trasmessa Mediaset. Dal passaggio su Sky viene adottata la conduzione in solitaria, affidata nella sesta edizione all'attrice Vanessa Incontrada e dalla settima alla cantante e attrice Lodovica Comello che insieme a Claudio Bisio condurrà lo spin-off per i più piccoli. Nella finale della 10ª e della 11ª edizione, la Comello viene sostituita da Enrico Papi. Con il passaggio a Disney+, torna la conduzione a due, affidata ai comici Aurora Leone e Gianluca "Fru" Colucci, del gruppo The Jackal.
| Conduttori             | Edizioni | Edizioni | Edizioni | Edizioni | Edizioni | Edizioni | Edizioni | Edizioni | Edizioni | Edizioni | Edizioni | Edizioni | Edizioni | Edizioni | Edizioni | Totale |
| Conduttori             | P        | 1        | 2        | 3        | 4        | 5        | 6        | 7        | 8        | 9        | 10       | 11       | 12       | 13       | 14       | Totale |
| ---------------------- | -------- | -------- | -------- | -------- | -------- | -------- | -------- | -------- | -------- | -------- | -------- | -------- | -------- | -------- | -------- | ------ |
| Simone Annicchiarico   |          |          |          |          |          |          |          |          |          |          |          |          |          |          |          | 6      |
| Geppi Cucciari         |          |          |          |          |          |          |          |          |          |          |          |          |          |          |          | 2      |
| Belén Rodríguez        |          |          |          |          |          |          |          |          |          |          |          |          |          |          |          | 3      |
| Vanessa Incontrada     |          |          |          |          |          |          |          |          |          |          |          |          |          |          |          | 1      |
| Lodovica Comello       |          |          |          |          |          |          |          |          |          |          |          |          |          |          |          | 6      |
| Enrico Papi            |          |          |          |          |          |          |          |          |          |          |          |          |          |          |          | 2      |
| Gianluca "Fru" Colucci |          |          |          |          |          |          |          |          |          |          |          |          |          |          |          | 2      |
| Aurora Leone           |          |          |          |          |          |          |          |          |          |          |          |          |          |          |          | 2      |

## Spin-off

### Italia's Got Veramente Talent?
Italia's Got Veramente Talent? è un talk show comico andato in onda subito dopo la puntata live di Italia's Got Talent 2015 (così come avviene ad X Factor con Xtra Factor) condotto da Rocco Tanica e Lucilla Agosti, i quali hanno giocato e scherzato con i giudici del programma in studio. È andato in onda su Sky Uno per la durata di un'ora circa venendo trasmesso subito dopo le due semifinali e prima della finale della sesta edizione del talent show.

### Tuttigiorni's Got Talent
TuttiGiorni’s Got Talent è una sorta di "notiziario" del programma, andato in onda su TV8 durante la settima edizione del programma. Conducevano Rocco Tanica e Lucilla Agosti che raccontavano curiosità e aneddoti delle 10 puntate serali. Due volte a settimana era presente in studio anche Michael Righini, una delle web star più seguite ai tempi del programma.

### Kid's Got Talent
Il 25 luglio 2016 viene annunciata la futura messa in onda dell'edizione speciale del talent show, completamente dedicata ai bambini di età compresa tra 4 e 11 anni; i bambini non gareggeranno tra di loro né verranno giudicati, ma si metteranno semplicemente alla prova su un palco. Il programma conterrà anche esibizioni avvenute nelle altre edizioni nazionali di Got Talent e sarà condotto da Claudio Bisio e Lodovica Comello.
| Edizione | Canale | Canale  | Periodo          | Periodo         | Puntate | Conduzione                       |
| -------- | ------ | ------- | ---------------- | --------------- | ------- | -------------------------------- |
| 1        | TV8    | Sky Uno | 11 dicembre 2016 | 1º gennaio 2017 | 4       | Claudio Bisio e Lodovica Comello |

## Audience
| Edizione | Anno | Rete televisiva / Emittente | Rete televisiva / Emittente | Rete televisiva / Emittente | Stagione          | Programmazione | Programmazione | Programmazione | Programmazione | Programmazione | Programmazione | Programmazione | Telespettatori | Share  | Premiere       | Premiere | Finale         | Finale |
| Edizione | Anno | Rete televisiva / Emittente | Rete televisiva / Emittente | Rete televisiva / Emittente | Stagione          | L              | M              | M              | G              | V              | S              | D              | Telespettatori | Share  | Telespettatori | Share    | Telespettatori | Share  |
| -------- | ---- | --------------------------- | --------------------------- | --------------------------- | ----------------- | -------------- | -------------- | -------------- | -------------- | -------------- | -------------- | -------------- | -------------- | ------ | -------------- | -------- | -------------- | ------ |
| Pilota   | 2009 | Canale 5                    | Canale 5                    | Canale 5                    | autunno           |                |                |                |                |                |                |                | 5 307 000      | 26,61% | N.D.           | N.D.     | N.D.           | N.D.   |
| 1ª       | 2010 | Canale 5                    | Canale 5                    | Canale 5                    | primavera         |                |                | 5489000        | 26,19%         | 5 976 000      | 27,47%         | 5 879 000      | 27,24%         |        |                |          |                |        |
| 2ª       | 2011 | Canale 5                    | Canale 5                    | Canale 5                    | primavera         |                |                | 5317000        | 27,57%         | 3 974 000      | 19,88%         | 6 402 000      | 33,14%         |        |                |          |                |        |
| 3ª       | 2012 | Canale 5                    | Canale 5                    | Canale 5                    | inverno           | 6675000        | 28,26%         | 5 264 000      | 22,91%         | 6 949 000      | 30,57%         |                |                |        |                |          |                |        |
| 4ª       | 2013 | Canale 5                    | Canale 5                    | Canale 5                    | inverno           | 7196000        | 30,42%         | 7 253 000      | 30,93%         | 6 926 000      | 30,00%         |                |                |        |                |          |                |        |
| 5ª       | 2013 | Canale 5                    | Canale 5                    | Canale 5                    | estate-autunno    | 5608000        | 27,26%         | 5 384 000      | 28,88%         | 5 532 000      | 24,92%         |                |                |        |                |          |                |        |
| 6ª       | 2015 | Sky Uno                     | Cielo                       | Cielo                       | inverno-primavera |                |                | 1872000        | 6,58%          | 1 832 000      | 5,56%          | 1 693 759      | 6,66%          |        |                |          |                |        |
| 7ª       | 2016 | Sky Uno                     | TV8                         | TV8                         | inverno-primavera |                |                |                | 1871000        | 7,23%          | 1 685 000      | 5,49%          | 2 273 000      | 9,74%  |                |          |                |        |
| 8ª       | 2017 | Sky Uno                     | TV8                         | TV8                         | inverno-primavera |                | 1872000        | 7,90%          | 1 506 000      | 6,00%          | 1 482 000      | 6,60%          |                |        |                |          |                |        |
| 9ª       | 2019 | Sky Uno                     | TV8                         | TV8                         | inverno-primavera | 1728000        | 7,30%          | 1 986 000      | 8,30%          | 1 740 000      | 8,20%          |                |                |        |                |          |                |        |
| 10ª      | 2020 | Sky Uno                     | TV8                         | TV8                         | inverno           |                | 1753000        | 7,50%          | 1 611 000      | 6,90%          | 1 963 000      | 8,60%          |                |        |                |          |                |        |
| 11ª      | 2021 | Sky Uno                     | TV8                         | TV8                         | inverno-primavera |                | 1612000        | 6,96%          | 1 487 000      | 6,30%          | 1 824 000      | 8,30%          |                |        |                |          |                |        |
| 12ª      | 2022 | Sky Uno                     | Now                         | TV8                         | inverno-primavera | 1036000        | 4,37%          | 1 079 000      | 4,17%          | 1 242 000      | 6,50%          |                |                |        |                |          |                |        |
| 13ª      | 2023 | Disney+                     | Disney+                     | TV8                         | estate-autunno    |                |                | 563 000        | 3,22%          | 619 000        | 3,60%          | 599 000        | 3,50%          |        |                |          |                |        |

## Curiosità
- Angela Troina, nota come Angela Favolosa Cubista, dopo la partecipazione alla trasmissione, ha riscosso un enorme successo televisivo ed è entrata nel cast fisso di Uomini e donne, precisamente nelle puntate dedicate al Trono Over.
- Carmen Masola, dopo la sua vittoria nella prima edizione, ha dichiarato che la Sony non ha fatto la dovuta promozione al suo progetto discografico. Inoltre, la cantante lirica ha recitato in un film di produzione cinese, distribuito solo in Cina.
- Il prete Domenico Manuli, concorrente della seconda edizione, è stato punito dalla Curia dopo la sua partecipazione al programma e non ha potuto celebrare messa per un mese.
- Il cantante ghanese Daniel Adomako, vincitore della quarta edizione, fu scartato alle audizioni di X Factor.
- I Fratelli Lo Tumolo, secondi classificati nella quarta edizione, sono stati ospiti a una puntata serale di Amici e come comici a Colorado.
- I giudici e la conduttrice della sesta edizione si sono presentati ufficialmente al pubblico nell'apertura del terzo live dell'ottava edizione di X Factor.
- Alle audizioni della sesta edizione si è presentato un personaggio già famoso in televisione, ovvero Simone Barbato, noto mimo di Zelig e di Avanti un altro!. Degne di nota anche la partecipazione di Gianfranco D'Angelo, volto di Drive In, e quella di Alessandro Travaglio, rapper figlio del giornalista Marco, in arte Trava.[30]
- Alle audizioni della settima edizione si è presentato anche il comico e imitatore Gianfranco Phino, rientrato nel mondo dello spettacolo dopo una grave leucemia.
- Ruichi Xu e Carlos Kamizele Kahunga, presenti nella sesta edizione come ballerini, sono diventati la coppia de Gli emiliani nella quinta edizione di Pechino Express. Un'altra concorrente di tale edizione, Mary Sarnataro, è approdata dapprima al programma Le Iene nei panni di inviata e poi nel cast comico di Colorado.

## Premi e riconoscimenti
- 2012 - Premio Regia Televisiva categoria Top 10
- 2013 - Premio Regia Televisiva categoria Top 10